# Reprezentacja Gwatemali w piłce wodnej mężczyzn
Reprezentacja Gwatemali w piłce wodnej mężczyzn – zespół, biorący udział w imieniu Gwatemali w meczach i sportowych imprezach międzynarodowych w piłce wodnej, powoływany przez selekcjonera, w którym mogą występować wyłącznie zawodnicy posiadający gwatemalskie obywatelstwo. Za jej funkcjonowanie odpowiedzialny jest Gwatemalski Związek Pływacki (CDAG), który jest członkiem Międzynarodowej Federacji Pływackiej.

## Historia
Reprezentacja Gwatemali rozegrała swój pierwszy oficjalny mecz po zakończeniu II wojny światowej.

## Udział w turniejach międzynarodowych

### Igrzyska olimpijskie
Reprezentacja Gwatemali żadnego razu nie występowała na Igrzyskach Olimpijskich.

### Mistrzostwa świata
Dotychczas reprezentacji Gwatemali żadnego razu nie udało się awansować do finałów MŚ.

### Puchar świata
Gwatemala żadnego razu nie uczestniczyła w finałach Pucharu świata.

### Igrzyska panamerykańskie
Gwatemalskiej drużynie żadnego razu nie udało się zakwalifikować na Igrzyska panamerykańskie.